# Leonardo Saldaña
Leonardo Enrique Saldaña Salazar (Neiva, 8 dicembre 1989) è un calciatore colombiano, difensore dell'Alianza.

## Carriera

### Club
Ha giocato nella massima serie colombiana.